# آرثر فيدلر
آرثر فيدلر (بالإنجليزية: Arthur Fiedler)‏ هو موزع وملحن وموسيقي أمريكي، ولد في 17 ديسمبر 1894 في بوسطن في الولايات المتحدة، وتوفي في 10 يوليو 1979 في بروكلين في الولايات المتحدة بسبب نوبة قلبية.

## وصلات خارجية
- آرثر فيدلر على موقع IMDb (الإنجليزية)
- آرثر فيدلر على موقع الموسوعة البريطانية (الإنجليزية)
- آرثر فيدلر على موقع ميوزك برينز (الإنجليزية)
- آرثر فيدلر على موقع إن إن دي بي (الإنجليزية)
- آرثر فيدلر على موقع أول ميوزيك (الإنجليزية)
- آرثر فيدلر على موقع ديسكوغز (الإنجليزية)
- آرثر فيدلر على موقع قاعدة بيانات الفيلم (الإنجليزية)